# Junkers Ju 188
Junkers Ju 188 là một loại máy bay ném bom hạng trung của Đức trong Chiến tranh thế giới II.

## Quốc gia sử dụng
Pháp
- Không quân Pháp (sau chiến tranh)
- Aviation Navale

 Germany
- Luftwaffe

 Anh Quốc
- Không quân Hoàng gia (sau chiến tranh)[1]

## Tính năng kỹ chiến thuật (Ju 188E)

### Đặc điểm riêng
- Tổ lái: 5
- Chiều dài: 15 m (49 ft 1 in)
- Sải cánh: 22 m (72 ft 2 in)
- Chiều cao: 4,4 m (14 ft 7 in)
- Diện tích cánh: 56 m² (603 ft²)
- Trọng lượng rỗng: 9.900 kg (21.825 lb)
- Trọng lượng có tải: 14.500 kg (31.967 lb)
- Động cơ: 2 × BMW 801 G-2, 1.700 PS (1.250 kW) mỗi chiếc

### Hiệu suất bay
- Vận tốc cực đại: 499 km/h (310 mph)
- Tầm bay: 2.190 km
- Trần bay: 9.500 m (31.170 ft)
- Lực nâng của cánh: 258,9 kg/m² (53,0 lb/ft²)
- Lực đẩy/trọng lượng: 0,175 kW/kg (0,106 hp/lb)

### Vũ khí
- 1 pháo MG 151/20, 20 mm
- 3 súng máy MG 131, 13 mm (.51 in)
- 3.000 kg (6.612 lb) bom